# Tony Ashton
Tony Ashton (Blackburn, 1 maart 1946 - Londen, 28 mei 2001) was een Britse rockzanger en toetsenist.

## Carrière
In 1962 formeerde hij zijn eerste band de College Boys. Er volgden snel na elkaar The Excheckers, Lee Walker & the Travellers, Jimmy Justice & the Excheckers, Mastersounds, The John Berry Seven, Mike Hurst & the Method en The Remo Four. In 1963 had hij met de Excheckers zijn eerste plaat opgenomen.
In 1968 werd The Remo Four ontbonden en formeerde Ashton met Kim Gardner en Roy Dyke het trio Ashton, Gardner & Dyke. Nadat ook dit project in 1972 mislukte, verenigde Ashton zich met Jon Lord van Deep Purple. Beiden hadden al in 1971 samen de filmmuziek gecomponeerd voor de western The Last Rebel. Bovendien is Ashton te horen op de twee albums Gemini Suit (1971) en Windows (1973) van Jon Lord. In 1974 namen ze dan het album First of the Big Bands op, dat bij de muziekpers niet met geestdrift werd ontvangen. In 1973 werd Ashton ook kortstondig  ingehuurd door de band Family van Roger Chapman, waarmee hij de twee albums BBC Radio 1 Live in Concert en It's Only a Movie maakte.
In 1976 formeerde Ashton dan met Lord en Ian Paice (ook van Deep Purple) de rockband Paice, Ashton & Lord (PAL). Ze contracteerden Paul Martinez (e-basgitaar) en Bernie Marsden (gitaar). De band ging echter snel weer uit elkaar.
Ashton werkte daarna onder andere samen met The Wings, Chicken Shack en Charlie Ainley en speelde met Rick Wakeman van de band Yes. Hij hielp ook bij Hardin & York, speelde op Butterfly Ball van Roger Glover en trad op met Chris Barber. In 1991 was hij te horen op het album Superblues van Pete York. Voor de opnamen van de kindermusical Wind in the Willows werd hij door Eddie Hardin naar de studio gehaald. Hij assisteerde bij het studiokwartet Rigor Mortis van John Entwistle en hielp Eberhard Schoener in München. In 1997 ging hij op tournee met Long John Baldry. Ook als componist was hij verder werkzaam. Hij componeerde in 1979 samen met Florrie Palmer The Heat is On voor Noosha Fox. In 1983 speelde Agnetha Fältskog een coverversie in van de song.
Zijn solo-werken kwamen niet goed aan bij de critici. Noch Live in the Studio (1984) noch de single Mr. Ashton Sings Big Red and Other Love Songs (1995) werden bij de critici niet met enthousiasme ontvangen. De laatste single The Big Freedom Dance (1996) is een tribute voor John Lennon.
Einde jaren 1990 leed Ashton aan kanker. Om nog genoeg te verdienen, moest hij zich bezighouden met schilderen. De cover van Wind in the Willows is afkomstig van hem.

## Overlijden
Tony Ashton overleed op 28 mei 2001 op 55-jarige leeftijd aan de gevolgen van kanker.

## Discografie
- 1966: Smile (The Remo Four)
- 1969: Ashton, Gardner & Dyke (Ashton, Gardner & Dyke)
- 1970: The Worst Of Ashton, Gardner & Dyke (Ashton, Gardner & Dyke)
- 1972: What A Bloody Long Day It's Been (Ashton, Gardner & Dyke)
- 1973: It's Only A Movie (Family)
- 1974: The First Of The Big Bands (Tony Ashton & Jon Lord)
- 1976: Malice In Wonderland (Paice Ashton Lord)
- 1977: BBC Live In Concert (Paice Ashton Lord, 1992)
- 1974: BBC Live In Concert (Tony Ashton & Jon Lord, 1993)
- 1984: Live In The Studio (Tony Ashton)
- 1995: Mr. Ashton Sings Big Red & Other Love Songs (Tony Ashton)
- 1996: The Big Freedom Dance (Tony Ashton)

- Bibsys: 5101694
- Bibliothèque nationale de France: cb13890928p (data)
- Gemeinsame Normdatei: 134317386
- International Standard Name Identifier: 0000 0000 6309 1270
- Library of Congress Control Number: n91093452
- MusicBrainz: a7076726-dabf-443e-8dac-39befc997138
- Nationale Bibliotheek van Tsjechië: xx0074901
- Virtual International Authority File: 21322714
- WorldCat: E39PBJhH6GtHF7BtRtGWhdGmBP